# Otto Gottlieb Mohnike

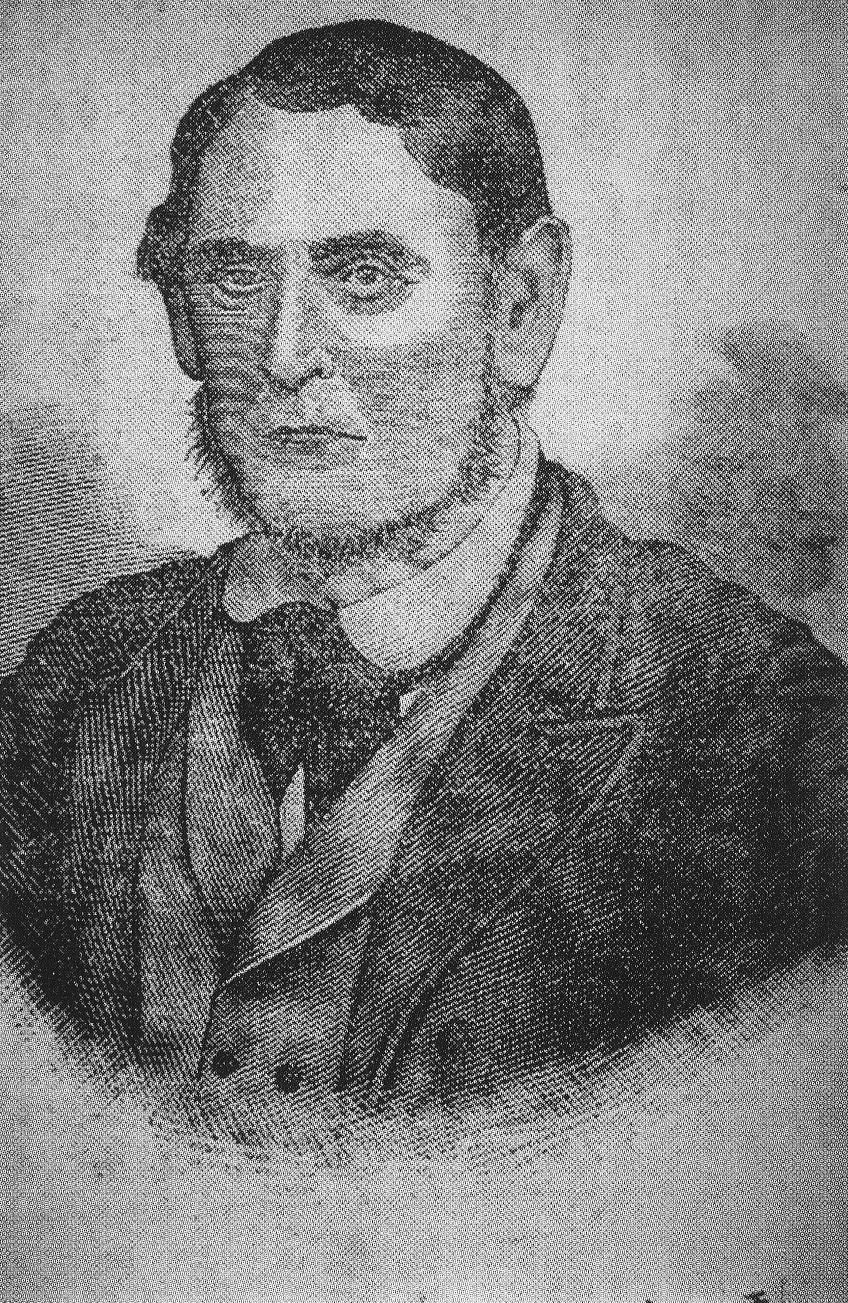

Otto Gottlieb Mohnike (Stralsund, 27 luglio 1814 – Bonn, 26 gennaio 1887) è stato un medico e naturalista tedesco.

## Biografia
Era il figlio del filologo Gottlieb Mohnike (1781-1841). Ha ricevuto la sua formazione di medicina presso l'Università di Greifswald e Bonn, e in seguito, è tornato a Stralsund per esercitare la medicina. Dal 1844 al 1869 è stato un medico nei servizi del militare olandese, in seguito ha lavorato come medico a Bonn, dove morì il 26 gennaio 1887.
Mohnike è ricordato per l'attuazione della prima vaccinazione, in Giappone, contro il vaiolo. Precedenti tentativi di vaccinazione in Giappone erano falliti a causa della perdita di efficacia durante i lunghi viaggi in mare. Nel 1849 ha istituito la pratica di fornire il vaccino del vaiolo bovino da Batavia, fino al porto giapponese di Nagasaki, creando così una forte riduzione del vaiolo in Giappone. In seguito, ha condotto la ricerca come naturalista su Giava, Sumatra, Sulawesi e sulle Molucche.

## Pubblicazioni
- Die Cetoniden der Philippinischen Inseln, 1873.[1]
- Banka und Palembang nebst Mittheilungen über Sumatra im Allgemeinen, 1874.[2]